# Alfred Józef Potocki
Pour les autres membres de la famille, voir Famille Potocki.
Alfred Józef Potocki, né le 29 juillet 1817 (ou en 1822 selon les sources) à Łańcut et mort le 18 mai 1889 à Paris est un aristocrate polonais, qui est ministre-président d'Autriche du 12 avril 1870 au 6 février 1871.

## Biographie
Issue de la dynastie des Potocki, il est le petit-fils de Jan Potocki, et le fils de Alfred Wojciech Potocki et de Józefina Maria Czartoryska. Il est élu au Parlement viennois en 1848, et devient membre héréditaire de la Chambre des Seigneurs en 1861. Il est également député (1863 -1869) puis président du Parlement régional de Galicie (1875 -1877).
Du 30 décembre 1867 au 15 janvier 1870, Potocki est ministre de l’agriculture au sein du "Ministère des Citoyens", puis il démissionne en raison de son appartenance au courant minoritaire au sein du cabinet sur la question du fédéralisme. Le 12 avril 1870, l’empereur le nomme ministre-président et ministre de la défense nationale au sein d’un cabinet de fonctionnaires, qui compte par exemple Sisinio von Pretis-Cagnodo en tant que ministre du commerce. Au cours de son mandat, le concordat avec le Saint-Siège est résilié. Il tente en vain de susciter l'adhésion au modèle fédéraliste en Cisleithanie. Ayant échoué à obtenir la collaboration des Tchèques au Reichsrat, il démissionne le 6 février 1871.
Sur le plan exécutif, Potocki est également gouverneur de Galicie de 1875 à 1883. Monarchiste libéral-conservateur, il a non seulement soutenu le concept d’empire de l’empereur François-Joseph Ier, mais il plaide également pour une solution pacifique à la montée du conflit polono-ukrainien. Sur ses terres, Potocki, l’un des Polonais les plus riches de son époque, adopte des techniques d’agriculture moderne et est un pionnier de l’agro-industrie. Il s’engage également à promouvoir la culture et la science, par exemple en tant que cofondateur de l'Académie des connaissances à Cracovie en 1873.
Il meurt à Paris, à l'âge de 67 ans. Il était marié à Maria Klementyna Sanguszko.